# Massamba Lo Sambou
Massamba Lô Sambou (*Kolda, Senegal, 14 de abril de 1986), futbolista senegalés. Juega de defensa y su equipo actual es el Valmieras FK de la Virslīga de Letonia.

## Clubes
| Club             | País    | Año             | Partidos | Goles |
| AS Mónaco        | Mónaco  | 2006 - 2008     | 16       | 3     |
| Le Havre AC      | Francia | 2008 - 2009     | 19       | 2     |
| FC Nantes        | Francia | 2009 - 2010     | 19       | 2     |
| Atromitos FC     | Grecia  | 2010 - 2011     | 17       | 1     |
| Troyes AC        | Francia | 2011            | 21       | 1     |
| Châteauroux      | Francia | 2012 - 2014     | 36       | 1     |
| NorthEast United | India   | 2014            | 6        | 2     |
| AEL Limassol FC  | Chipre  | 2015 - 2016     | 22       | 1     |
| Valmieras FK     | Letonia | 2018 - Presente |          |       |

- Datos: Q1907446